# Лян Шаньбо и Чжу Интай

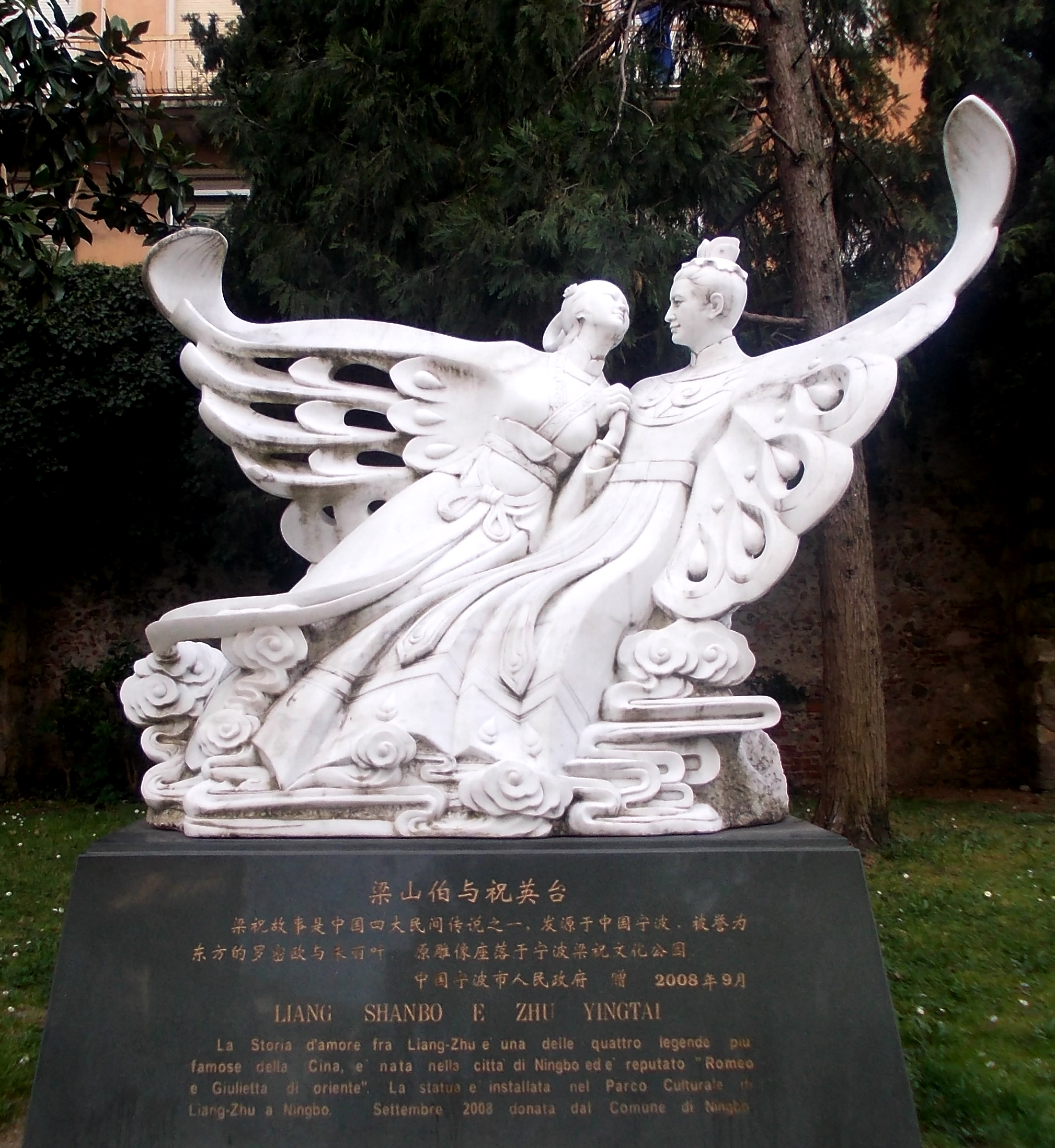
Монумент Лян Шаньбо и Чжу Интай около Гробницы Джульетты в Вероне, Италия

Влюблённые-бабочки — китайская легенда о двоих возлюбленных по имени Лян Шаньбо (кит. трад. 梁山伯) и Чжу Интай (кит. трад. 祝英台), названная в их честь; часто название сокращается до «Лянчжу». Считается, что герои легенды — своего рода китайские Ромео и Джульета.
Шесть китайских городов в 2006 году подали через министерство культуры Китая запрос ЮНЕСКО на рассмотрение легенды для включения в список шедевров устного и нематериального культурного наследия.

## Сюжет
Действие легенды о Лян Шаньбо и Чжу Интай происходит во времена империи Западная Цзинь.
Чжу Интай — прекрасная и образованная девушка, девятый ребёнок и единственная дочь в семье состоятельного семейства Чжу из Шанъюя. Несмотря на то, что в то время женщины обычно не посещали школы, Интай убедила отца отправить её учиться переодетой юношей. Во время пути в Ханчжоу она повстречала Лян Шаньбо, книжника из Куайцзи (Шаосина). Они разговорились и почувствовали духовное родство. Они набрали немного земли и благовоний, а затем принесли клятву братства на крутом мосту. Три следующих года они учились вместе, и Чжу постепенно влюбилась в Ляна. Хотя Шаньбо был так же умён, как и Интай, он не догадался о том, что перед ним женщина. 
Однажды Чжу Интай получила письмо от отца, в котором он просил её вернуться как можно скорее. Интай спешно собирается, хотя в сердце она уже призналась Шаньбо в своих чувствах и поклялась в вечной верности. Перед отъездом она открывается жене владельца школы и просит передать её возлюбленному Ляну нефритовую подвеску в качестве подарка-помолвки.
Лян Шаньбо следует за «названным братом» 18 ли, в дороге Интай делает Ляну подсказки, призванные натолкнуть его на мысль о том, что она женщина. К примеру, она сравнивает себя и Ляна с парой уточек-мандаринок, символом влюблённых. Однако Шаньбо не понимает намёков, и перед прощанием «собрат» просит юношу навестить дом Чжу, чтобы познакомиться с «его сестрой».
Несколько месяцев спустя Лян приезжает в гости к Чжу и обнаруживает, что его названный брат — женщина. Они влюбляются друг в друга и клянутся в вечной верности. Однако их счастье нарушают родители Интай, которые уже присмотрели ей богатого жениха по имени Ма Вэньцай. Новость об этом разбивает Шаньбо сердце, и он заболевает. Болезнь протекает тяжело, и он умирает.
В день свадьбы Ма и Чжу волшебный вихрь не позволяет свадебной процессии проводить невесту мимо могилы Ляна, лежащей на пути, и Интай останавливается у могилы. Она опускается к земле, горько плача, и молит могилу открыться. Внезапно гремит гром, могила действительно открывается, и Чжу без промедления прыгает в неё, чтобы соединиться с возлюбленным. Их души превращаются в бабочек и улетают прочь.

## История
Самое раннее упоминание легенды относится к поздней эпохе Тан. В книге «Шидао сыфань чжи» (кит. трад. 十道四蕃志, упр. 十道四蕃誌, пиньинь shídào sìfán zhì) Лян Цзайянь (кит. трад. 梁載言, упр. 梁载言, пиньинь Liáng zǎiyán) написал:

Праведница Чжу Интай похоронена вместе с Лян Шаньбо
Оригинальный текст (кит.)義婦祝英台與梁山伯同冢。— 梁載言
В книге «Сюаньши чжи» (кит. трад. 宣室志, пиньинь Xuānshìzhì) Чжан Ду (кит. трад. 張讀, упр. 张读, пиньинь zhāng dú) написал:

Интай, дочь семьи Чжу из Шанъюй, переодевшись мужчиной, училась вместе с Лян Шаньбо из Куайцзи. Взрослое имя Шаньбо было Чужэнь. После окончания учёбы Интай вернулась домой. На следующий год Шаньбо нанёс ей визит и узнал, что она — женщина. Он разочаровался, но предложил её родителям брак с Интай, однако та уже была обручена с сыном семьи Ма. Впоследствии Шаньбо стал управляющим области Инь и умер от болезни. Он был захоронен к западу от города Мао. По пути к семье Ма лодка Интай проплывала мимо гробницы, но ветер и волны преградили ей движение. Узнав, что то была могила Шаньбо, Интай издала крик скорби. Вдруг земля разверзлась и похоронила Интай в своих глубинах. Се Ань, главный министр династии Цзинь, нарёк то место Могилой праведницы.
Оригинальный текст (кит.)英台，上虞祝氏女，偽為男裝遊學，與會稽梁山伯者同肄業。山伯，字處仁。祝先歸。二年，山伯訪之，方知其為女子，悵然如有所失。告其父母求聘，而祝已字馬氏子矣。山伯後為鄞令，病死，葬鄮城西。祝適馬氏，舟過墓所，風濤不能進。問知山伯墓，祝登號慟，地忽自裂陷，祝氏遂並埋焉。晉丞相謝安奏表其墓曰義婦塚。— 宣室志
Легенду пересказывали в различных книгах, включая «Иньсянь чжи» (кит. трад. 鄞縣志, упр. 鄞县志, пиньинь Yínxiànzhì), «Нинбофу чжи» (кит. трад. 寧波府志) и «Исин цзинси синьчжи» (кит. трад. 宜興荊溪新志, упр. 宜兴荆溪新志, пиньинь Yíxīng jīngxī xīnzhì).
С ростом популярности легенды несколько городов начали утверждать, что являются местом жизни или учёбы Ляна Шаньбо и Чжу Интай.
Китайские литературоведы в оценке легенды обычно отталкиваются либо от конфуцианской интерпретации, либо от её эмоциональной составляющей. Согласно традиционной конфуцианской точке зрения, Чжу Интай является идеалом верности возлюбленному, а её смерть в могиле — не акт любви, а желание сохранить верность возлюбленному. Лян Шаньбо же считается идеалом верности государю — он помог государю подавить восстание 397 года. Согласно же современной оценке (а также традиционной народной точке зрения), легенда является любовной; Чжу Интай — смелой интеллектуалкой, отправившейся получать образование вопреки традиции угнетения женщин; любовь Чжу и Ляна — освобождающей. Чжу Интай стала для поколения 4 мая символом сильной личности, готовой пойти против общества.
Легенду о влюблённых-бабочках часто сравнивают с другой известной историей о переодетой женщине — Хуа Мулань, кроме них имеется ряд легенд с таким сюжетом. В Китае тех времён желание женщины получить «мужское» образование могло быть сочтено только возмутительным, а для читателей времён империй Мин и Цин история Чжу Интай могла иметь поучительный тон: «пусть умная женщина и может обмануть мужчину, но её хитрость всегда оборачивается против неё, так что лучше бы ей знать своё место». С другой стороны, в XX веке вместе с коммунистической революцией образ Чжу стал восприниматься как история женщины со жгучим желанием женщины быть равной мужчинам.

## Парк Лянчжу
Близ Нинбо в районе Иньчжоу (Нинбо) находится парк имени Ляна и Чжу. Там воссозданы сцены легенды, в том числе клятва на мосту, трёхгодичное обучение, прощание у башни и воссоединение в виде бабочек. Архитектура в парке приближена к древнекитайской архитектуре низин Янцзы.

## Храм Лян Шаньбо
В пяти милях к западу от Нинбо, в деревне Шаоцзяду находится храм Лян Шаньбо, там установлена статуя сидящей пары, Чжу Интай одета в фениксовый венец и вышитый чепчик, сидит справа от Ляна. Задний зал обставлен как их спальня, там находится ярко-красная деревянная кровать, позади которой расположена могила Ляна и Чжу. Посетители молятся в храме, прося даровать им вечную любовь.
Храм был построен в 347 году местными жителями, благодарными Ляну за помощь в разрешении проблем, вызванных наводнением.

## Китайско-итальянский фестиваль любви в Вероне
В 2008 году в Вероне, где разворачивается действие «Ромео и Джульетты», был проведён фестиваль любви, финансированный правительством Вероны и Нинбо. Пятнадцать пар из Нинбо сыграли свадьбу в китайском стиле, а годом раньше делегация из Вероны презентовала Нинбо бронзовую статую Джульетты.

## В искусстве

### Театральные спектакли и опера
Легенда была переложена несколько раз для местных версий оперы, в частности, в юэскую оперу «Лянчжу» и сычуаньскую оперу «В тени ивы» (кит. трад. 柳蔭記, упр. 柳荫记, пиньинь liǔ yìn jì). Юэскую оперу превратили в игровой фильм в 1950-х годах, съёмки вели в Шанъюе.
В 1981 году Джен Пэкстон поставил в 1982 году по легенде балет англ. en, The Butterfly Lovers Ballet, премьера прошла в театре Агнес де Миль (англ. Agnes de Mille Theatre). Режиссёром в сюжет было добавлено несколько второстепенных персонажей.
В 2005 году был выпущен юэский мюзикл на сюжет Лянчжу, главную роль в нём сыграла поп-певица Дениз Хо.
Историю несколько раз перерабатывали для вьетнамского театра кайлыонг, местное название легенды — Лыонг Сон Ба-тюк Ань Дай (Lương Sơn Bá-Chúc Anh Đài).

### Кино и телевидение

#### Кино
- «Любовь Лян Шань-бо и Чжу Ин-тай» — китайский фильм 1953 года; в сов. прокате с 1956 года проходил под названием «Лян Шань-Бо и Чжу Ин-тай».
- «Лян Шаньбо и Чжу Интай» или «The Love Eterne» — гонконгский музыкальный (в стиле китайской оперы хуанмэй) фильм студии Shaw Brothers 1963 года[10][11]. В главных ролях — актрисы Айви Лин По и Бетти Ло Ти, обе получившие за свои роли премии Golden Horse (соответственно «за выдающуюся игру» за формально мужской образ и «за лучшую женскую роль»). Фильм побил рекорды сборов своего времени; свидетели его успеха говорят о том, что встречались люди, которые уходили пересматривали его снова и снова, некоторые утверждали, что смотрели фильм более 100[12], а то и 500 раз[13]. У Айви Лин По до сих пор (уже более полувека) сохраняется на Тайване популярность под исходящим из фильма прозвищем «брат Лян».

Параллельно со съемками фильма студии Шао ту же историю экранизировали в Гонконге их главные конкуренты, студия «Катай», с Ли Лихуа и Юй Мин в главных ролях. Лента была закончена в следующем, 1964 году, и на фоне успеха конкурентов прошла почти незамеченной, несмотря на более опытный/звёздный состав.
- The Lovers[англ.] — гонконгский фильм 1994 года, режиссёр Чхёй Хака, в главных ролях Чарли Ян и Ники У[англ.].
- The Butterfly Lovers[англ.] 2008 года — гонконгский фильм в жанре уся, режиссёр Джингл Ма, в ролях У Цзунь[англ.] и Шарлин Чой[англ.].
- The Butterfly Lovers: Leon and Jo (кит. трад. 蝴蝶夢-梁山伯與祝英台, упр. 蝴蝶梦-梁山伯与祝英台, пиньинь húdié mèng - liáng shān bó yǔ zhù yīng tái) — мультфильм режиссёра Чой Минъяма (кит. трад. 蔡明欽, пиньинь cài míng qīn), озвучивали Эльва Сяо[англ.], Рене Лю[англ.] и Джеки У[англ.][14].

#### Телевидение
- «Циши фуци — лян шаньбо юй чжу интай» (кит. трад. 七世夫妻－梁山伯與祝英台, пиньинь qīshì fūqī － liáng shānbó yú zhù yīng tái) — тайваньский телесериал на тайваньском языке, спродюсированный Formosa TV[англ.]; в ролях Чжао Цзин и Алиса Цзя[англ.].

- «Синь лян шаньбо юй чжу интай» (кит. трад. 新梁山伯與祝英台, пиньинь xīn liáng shānbó yú zhù yīng tái) — тайваньский телесериал 2000 года, выпущенный компанией CTV[англ.], в ролях Шоу Ло[англ.] и Ноэль Лён[англ.].

- Butterfly Lovers[англ.] — телевизионный сериал 2007 года, в главных ролях Питер Хо[англ.] и Дун Цзе[англ.].

### Музыка
История Ляна и Чжу вдохновила создание множества музыкальных произведений, в частности, симфонический Скрипичный концерт «Влюблённые-бабочки», созданный композиторами Чэнь Ган (кит. трад. 陳鋼, упр. 陈钢, пиньинь chén gāng) и Хэ Чжаньхао (кит. трад. 何占豪, пиньинь hé zhàn háo в 1958 году. В 1970-х годах гонконгский телеканал TVB превратил концерт в мини-сериал с вокалом Романа Тана и Сюзанны Куан на музыку Джозефа Ку. Музыку из этой постановки использовали по крайней мере в двух фильмах.
- Композиция «Butterfly», посвящённая легенде, имеется в альбоме «Shining Energy» группы Двенадцать девушек[англ.]

- «Лян шаньбо юй чжулие» (кит. трад. 梁山伯與茱麗葉, пиньинь liángshān bó yú zhū lì yè; Лян Шаньбо и Джульетта, 2006) — дуэт Гарри Чхоу[англ.] и Джини Чхоу[англ.].

- Шуанфэй (кит. трад. 雙飛, пиньинь shuāngfēi) — песня, связанная с легендой; была использована в нескольких фильмах в качестве главной темы.

- Джексон Ван (кит.王嘉尔,Ван Цзя Эр) выпускает музыкальный клип на песню 100 ways (2020), который рассказывает историю двух влюбленных, отсылка к легенде о китайских Ромео и Джульетте.